# Liga Paulista de Futsal de 2015
A Liga Paulista de Futsal de 2015 é a 59ª edição da principal competição da modalidade no estado, sua organização foi de competência da Federação Paulista de Futsal.

## Regulamento

### Primeira fase
Os 19 clubes jogarão entre si em turno único em chave única, classificando os 12 melhores para a 2ª fase.

### Critérios de Desempate
1. Índice técnico na fase (aproveitamento de pontos - maior quociente da divisão do número de pontos ganhos pelo número de jogos)
2. Gol average (maior quociente da divisão do número de gols marcados pelo número de gols sofridos).
3. Maior média de gols assinalados na fase (número dos gols assinalados dividido pelo número de jogos realizados).
4. Menor média de gols sofridos na fase (número de gols sofridos divididos pelo número de jogos realizados).
5. Maior saldo de gols na fase (diferença entre gols assinalados e os gols sofridos).
6. Sorteio

### Segunda fase
As 12 equipes são divididas em 4 chaves de três times cada. As equipes enfrentam entre si em turno e returno. As duas melhores equipes de cada grupo estarão classificadas para a 3ª fase.

### Critérios de Desempate
1. Índice técnico na fase (aproveitamento de pontos - maior quociente da divisão do número de pontos ganhos pelo número de jogos)
2. Gol average (maior quociente da divisão do número de gols marcados pelo número de gols sofridos).
3. Maior média de gols assinalados na fase (número dos gols assinalados dividido pelo número de jogos realizados).
4. Menor média de gols sofridos na fase (número de gols sofridos divididos pelo número de jogos realizados).
5. Maior saldo de gols na fase (diferença entre gols assinalados e os gols sofridos).
6. Sorteio

### Terceira fase (quartas de final)
As equipes se dividem em 4 chaves de dois times, que jogarão uma partida na casa do clube de melhor campanha no somatório das fases anteriores, com o vencedor avançando às semifinais. Em caso de empate no tempo regulamentar, haverá uma prorrogação de 10 minutos. Se persistir o empate na prorrogação estará classificada a equipe de melhor campanha no somatório das fases anteriores.

### Quarta fase (semifinais)
As equipes se dividem em 2 chaves de dois times, que jogarão uma partida na casa do clube de melhor campanha no somatório das fases anteriores, com o vencedor avançando às finais. Em caso de empate no tempo regulamentar, haverá uma prorrogação de 10 minutos. Se persistir o empate na prorrogação estará classificada a equipe de melhor campanha no somatório das fases anteriores.

### Fase fase (finais)
Os dois classificados da fase anterior se enfrentarão em duas partidas, sendo que, o clube que teve melhor campanha no somatório das fases anteriores, tem mando de campo na 2ª partida. Caso o empate persista, haverá uma prorrogação de 10 minutos. Se persistir o empate na prorrogação será declarada campeã a equipe de melhor campanha no somatório das fases anteriores.

## Participantes em2015
Participam da liga:
| Equipe                                | Cidade                | Em 2013       | Ginásio                     | Títulos            |
| AABB/Mapfre                           | São Paulo             | 2º            | A da AABB                   | 1 (2012)           |
| ADC Intelli/Orlândia                  | Orlândia              | 3º            | Maurício Leite de Moraes    | 3 (último em 2011) |
| S.C. Corinthians Paulista             | São Paulo             | 1º            | Parque São Jorge            | 9 (último em 2013) |
| Futsal Brasil Kirin                   | Sorocaba              | N/A           | Éden                        | 0 (não possui)     |
| Grêmio Barueri                        | Barueri               | 17º           | José Corrêa                 | 0 (não possui)     |
| Grêmio Mogiano/ADM/Assibraff/SMEL     | Mogi das Cruzes       | 18º           | Profº José Limongi Sobrinho | 0 (não possui)     |
| Guarulhos Futsal/A. Mult-Força        | Guarulhos             | N/A           | Paschoal Thomeu             | 0 (não possui)     |
| Indaiatuba/Clube 9 de Julho           | Indaiatuba            | 14º           | Carlos Aldrovandi           | 0 (não possui)     |
| Jacareí Futsal/Capricho Veículos      | Jacareí               | 19º           | EducaMais Paraíso           | 0 (não possui)     |
| C.S.S. II Exército/Osasco             | Osasco                | N/A           | Poliesportivo Geodésico     | 0 (não possui)     |
| Wizard/Pulo do Gato/Sanasa            | Campinas              | 7º            | Rogê Ferreira               | 0 (não possui)     |
| Rio Preto Futsal/SMEL                 | São José do Rio Preto | 12º           | Centro Regional de Eventos  | 0 (não possui)     |
| A.D.C. São Bernardo/MESC              | São Bernardo do Campo | 15º           | Adib Moysés Dib             | 0 (não possui)     |
| São José Futsal                       | São José dos Campos   | 6º            | Tênis Clube                 | 2 (último em 2008) |
| São Paulo/A.A. FIB/Mariflex           | Bauru                 | 4º e 10º      | Duduzão                     | 2 (último em 1999) |
| ADC Ford/Taubaté                      | Taubaté               | 1º (Série A2) | CEMTE                       | 0 (não possui)     |
| ADSF/Vargem Grande do Sul/Cruzeirinho | Vargem Grande do Sul  | N/A           | C.E.E. José Cortez          | 0 (não possui)     |
| A.D. Wimpro                           | Guarulhos             | N/A           | Sindicato dos Metalúrgicos  | 0 (não possui)     |
| A.D. Yoka/Spani Atacadista            | Guaratinguetá         | 2º (Série A2) | Itaguará Country Clube      | 0 (não possui)     |

## Primeira Fase
Predefinição:Tabela da Liga Paulista de Futsal de 2015

## Segunda Fase

### Chave B
| Pos | Times              | Pts | J | V | E | D | GP | GC | SG | GA   | %     | Classificação                          |
| --- | ------------------ | --- | - | - | - | - | -- | -- | -- | ---- | ----- | -------------------------------------- |
| 1   | Brasil Kirin       | 7   | 4 | 2 | 1 | 1 | 10 | 6  | 4  | 1,67 | 58,33 | Classificados para as Quartas de Final |
| 2   | Jacareí            | 7   | 4 | 2 | 1 | 1 | 3  | 5  | -2 | 0,6  | 58,33 | Classificados para as Quartas de Final |
| 3   | São Paulo/A.A. FIB | 3   | 4 | 1 | 0 | 3 | 5  | 7  | -2 | 0,71 | 25    |                                        |

### Chave C
| Pos | Times       | Pts | J | V | E | D | GP | GC | SG | GA   | %     | Classificação                          |
| --- | ----------- | --- | - | - | - | - | -- | -- | -- | ---- | ----- | -------------------------------------- |
| 1   | ADC Intelli | 10  | 4 | 3 | 1 | 0 | 17 | 10 | 7  | 1,7  | 83,33 | Classificados para as Quartas de Final |
| 2   | Yoka        | 4   | 4 | 1 | 1 | 2 | 10 | 15 | -5 | 0,67 | 33,33 | Classificados para as Quartas de Final |
| 3   | Osasco      | 3   | 4 | 1 | 0 | 3 | 16 | 18 | -2 | 0,89 | 25    |                                        |

### Chave D
| Pos | Times          | Pts | J | V | E | D | GP | GC | SG | GA   | %     | Classificação                          |
| --- | -------------- | --- | - | - | - | - | -- | -- | -- | ---- | ----- | -------------------------------------- |
| 1   | Corinthians    | 10  | 4 | 3 | 1 | 0 | 8  | 3  | 5  | 2,67 | 83,33 | Classificados para as Quartas de Final |
| 2   | São José       | 7   | 4 | 2 | 1 | 1 | 6  | 5  | 1  | 1,2  | 58,33 | Classificados para as Quartas de Final |
| 3   | Grêmio Mogiano | 0   | 4 | 0 | 0 | 4 | 3  | 9  | -6 | 0,33 | 0     |                                        |

### Chave E
| Pos | Times     | Pts | J | V | E | D | GP | GC | SG | GA   | %     | Classificação                          |
| --- | --------- | --- | - | - | - | - | -- | -- | -- | ---- | ----- | -------------------------------------- |
| 1   | AABB      | 7   | 4 | 2 | 1 | 1 | 8  | 6  | 2  | 1,33 | 58,33 | Classificados para as Quartas de Final |
| 2   | Taubaté   | 5   | 4 | 1 | 2 | 1 | 7  | 7  | 0  | 1    | 41,67 | Classificados para as Quartas de Final |
| 3   | Guarulhos | 4   | 4 | 1 | 1 | 2 | 10 | 12 | -2 | 0,83 | 33,33 |                                        |

## Fase eliminatória
|  | Quartas-de-final                 | Quartas-de-final | Quartas-de-final |       |                                  | Semifinais | Semifinais | Semifinais |  |             | Final | Final | Final |
|  |                                  |                  |                  |       |                                  |            |            |            |  |             |       |       |       |
|  | Taubaté                          | 2                | 4                |       |                                  |            |            |            |  |             |       |       |       |
|  | São José                         | 3                | 4                |       |                                  |            |            |            |  |             |       |       |       |
|  | São José                         | 3                | 4                |       | São José                         | 1          | 2          |            |  |             |       |       |       |
|  |                                  |                  |                  |       | São José                         | 1          | 2          |            |  |             |       |       |       |
|  |                                  | ADC Intelli      | 3                | 2     |                                  |            |            |            |  |             |       |       |       |
|  | ADC Intelli                      | ADC Intelli      | 3                | 2     | 5                                | 3          |            |            |  |             |       |       |       |
|  | ADC Intelli                      |                  |                  |       | 5                                | 3          |            |            |  |             |       |       |       |
|  | Grêmio Mogiano                   | 0                | 2                |       |                                  |            |            |            |  |             |       |       |       |
|  | Grêmio Mogiano                   | 0                | 2                |       |                                  |            |            |            |  | ADC Intelli | 4     | 4 (0) |       |
|  |                                  |                  |                  |       |                                  |            |            |            |  | ADC Intelli | 4     | 4 (0) |       |
|  |                                  | Corinthians      | 6                | 1 (1) |                                  |            |            |            |  |             |       |       |       |
|  | C.S.S. II Exército/Osasco        | Corinthians      | 6                | 1 (1) | 4                                | 4          |            |            |  |             |       |       |       |
|  | C.S.S. II Exército/Osasco        |                  |                  |       | 4                                | 4          |            |            |  |             |       |       |       |
|  | Predefinição:Futsal Brasil Kirin | 2                | 8                |       |                                  |            |            |            |  |             |       |       |       |
|  | Predefinição:Futsal Brasil Kirin | 2                | 8                |       | Predefinição:Futsal Brasil Kirin | 3          | 1 (0)      |            |  |             |       |       |       |
|  |                                  |                  |                  |       | Predefinição:Futsal Brasil Kirin | 3          | 1 (0)      |            |  |             |       |       |       |
|  |                                  | Corinthians      | 2                | 2 (4) |                                  |            |            |            |  |             |       |       |       |
|  | São Paulo/São Bernardo           | Corinthians      | 2                | 2 (4) | 1                                | 1          |            |            |  |             |       |       |       |
|  | São Paulo/São Bernardo           |                  |                  |       | 1                                | 1          |            |            |  |             |       |       |       |
|  | Corinthians                      | 4                | 2                |       |                                  |            |            |            |  |             |       |       |       |
|  | Corinthians                      | 4                | 2                |       |                                  |            |            |            |  |             |       |       |       |

### Final

#### Ida
| 15 de dezembro | ADC Intelli | 4 – 6     | Corinthians | Ginásio do Parque são Jorge |
| 19:00          |             | Relatório |             |                             |

#### Volta
| 15 de dezembro | ADC Intelli | 4 (0)– 2 (1) | Corinthians | Ginásio Maurício Leite de Moraes |
| 19:00          |             | Relatório    |             |                                  |

## Premiação
| Campeão da Liga Paulista de Futsal de 2015 |
| ------------------------------------------ |
| Corinthians (10º título)                   |

Os seguintes prêmios foram designados no torneio:
| Artilheiro | Super Craque | Revelação |
| ---------- | ------------ | --------- |

### Seleção da LPF
| Goleiro | Fixo   | Alas            | Pivô   |
| ------- | ------ | --------------- | ------ |
| Brasil  | Brasil | Brasil · Brasil | Brasil |